# 山内亨
山内 亨（やまのうち とおる　1946年8月15日 - ）は、仙台大学教授。元仙台放送アナウンサー。

## 人物
東京都出身。東京の大学を卒業後、1970年に仙台放送入社。仙台放送にて『OXあさ一番』などスポーツ、報道などの番組担当アナウンサーを歴任。1997年の一時期、山形県に開局したさくらんぼテレビジョンに出向してアナウンス業務を担当した後仙台放送に復帰し、報道部長などを務め、2008年定年退社した。
定年後は仙台大学教授となり、スポーツ情報マスメディア学科の学科長に就任。2011年度より大河原町スポーツ審議委員就任。

## 主な研究
- 北京オリンピック・テレビ実況は金メダルをどう伝えたか（2009年3月）
- スポーツと言語力「メディア接触から見る一考察」（2010年8月）

## 表彰
- 1992年　「佐織のバレーボール日記」を製作し同年、日本民間放送連盟よりテレビ報道部門優秀賞、1993年には「ギャラクシー・選奨」を受賞。